# Ivan Andres
Ivan Andres (Vinkovci, 11. svibnja 1883. – Zagreb, 17. ožujka 1959.), hrvatski odvjetnik i političar.
Pohađao je Klasičnu gimnaziju u Zagrebu koju je završio 1901. godine. Završio je Filozofski i Pravni fakultet u Zagrebu, te radio kao sudac u Zagrebu i Varaždinu, a zatim kao tajnik Hrvatske zemaljske vlade. Kada je 1919. godine umirovljen posvetio se odvjetništvu. Kao član HSS-a bio je izabran 1935. i 1938. godine za zastupnika kotara Rab. U vladi Dragiše Cvetkovića bio je ministar trgovine i industrije, a za NDH pripadao je "sredinskom dijelu" HSS-a uz Mačeka. Ustaše su ga više puta zatvarale, a zbog rada u HSS-u u FNRJ je ponovno zatvaran.